# Stanmore (London Underground)

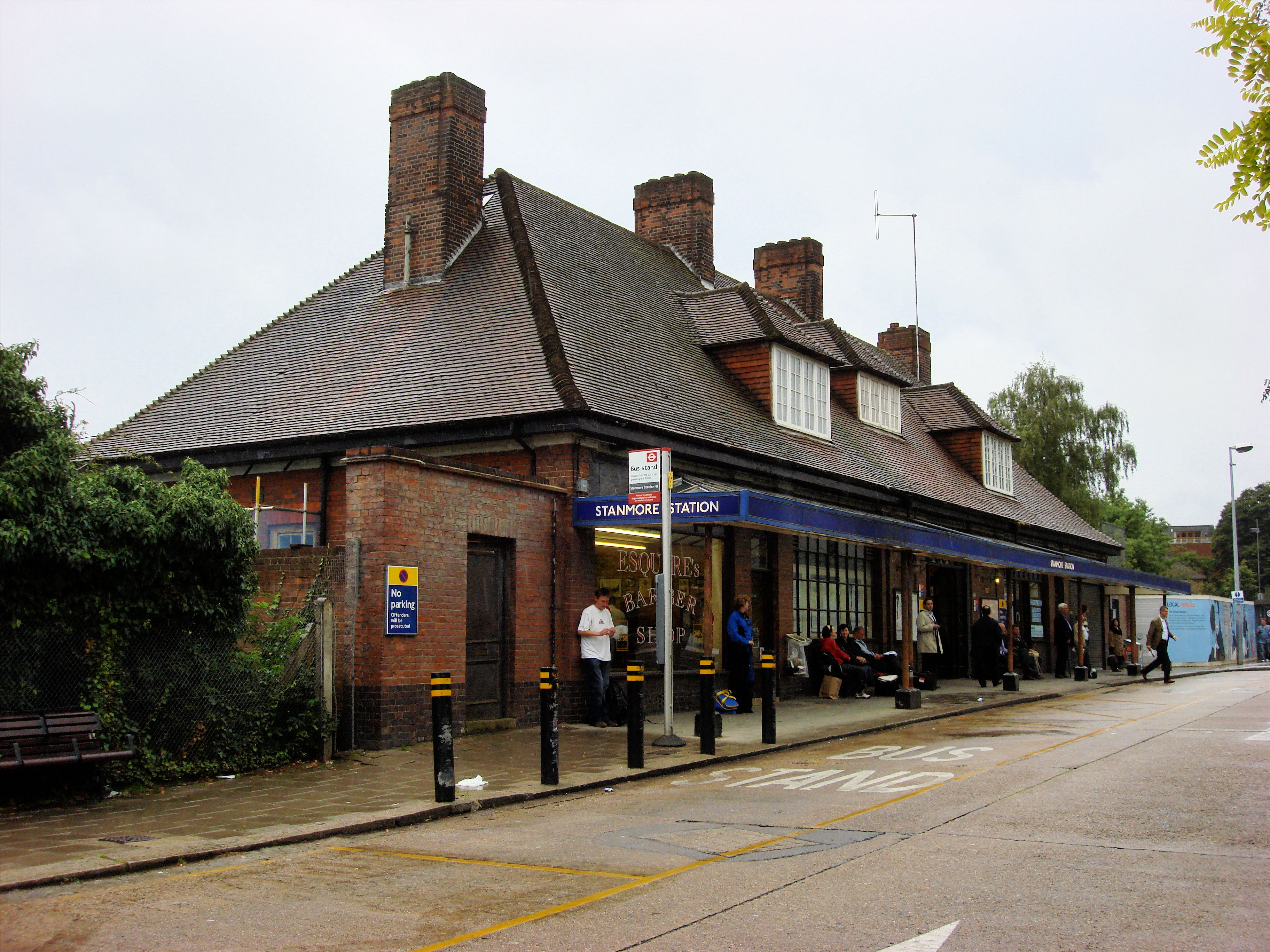
Stationsgebäude

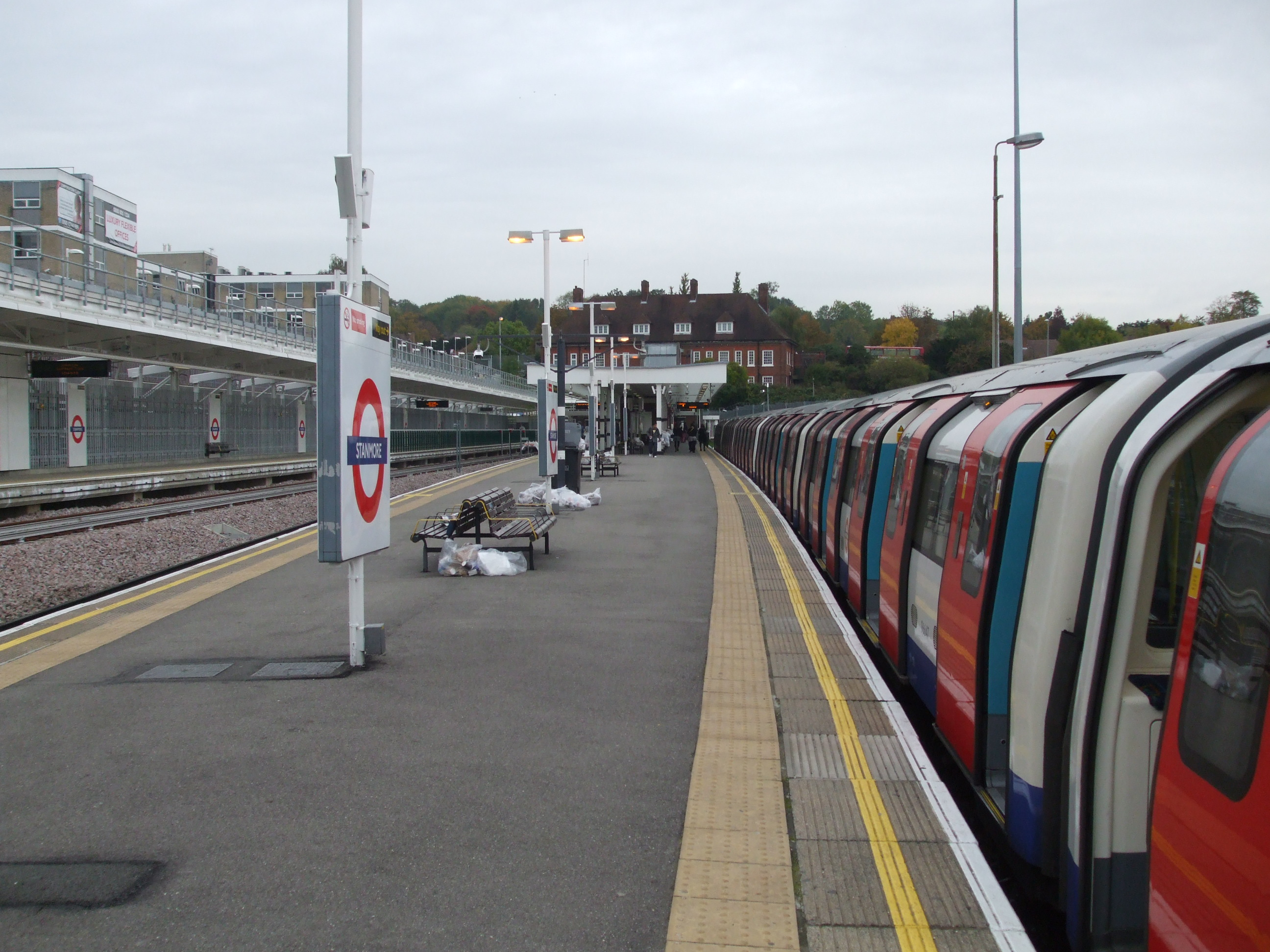
Bahnsteig

Stanmore ist eine oberirdische Station der London Underground im Stadtbezirk London Borough of Harrow. Sie liegt in der Travel Zone 5 an der London Road. Im Jahr 2014 nutzten 3,89 Millionen Fahrgäste die nordwestliche Endstation der Jubilee Line.
Die Station wurde am 10. Dezember 1932 durch die Metropolitan Railway (Vorgängergesellschaft der Metropolitan Line) eröffnet und bildete einen Teil des neuen, von Anfang an elektrifizierten Streckenastes, der in Wembley Park von der Stammstrecke abzweigt. Nach der Integration der Metropolitan Railway ins Netz der London Underground im darauf folgenden Jahr wurde beschlossen, den Betrieb auf der Zweigstrecke an die Bakerloo Line zu übertragen, was am 20. November 1939 geschah. Die Bakerloo Line wiederum wurde am 1. Mai 1979 durch die neu eröffnete Jubilee Line abgelöst.